# Zungoli
Zungoli es uno de los 119 municipios o comunas ("comune" en italiano) de la provincia de Avellino, en la región de Campania. Con cerca de 1.486 habitantes, se extiende por una área de 19 km², teniendo una densidad de población de 75 hab/km². Linda con los municipios de Anzano di Puglia, Ariano Irpino, Flumeri, Monteleone di Puglia, San Sossio Baronia, y Villanova del Battista.

## Demografía
| Gráfica de evolución demográfica de Zungoli entre 1861 y 2001 |
|                                                               |
| Fuente ISTAT - elaboración gráfica de Wikipedia               |

## Galería de imágenes

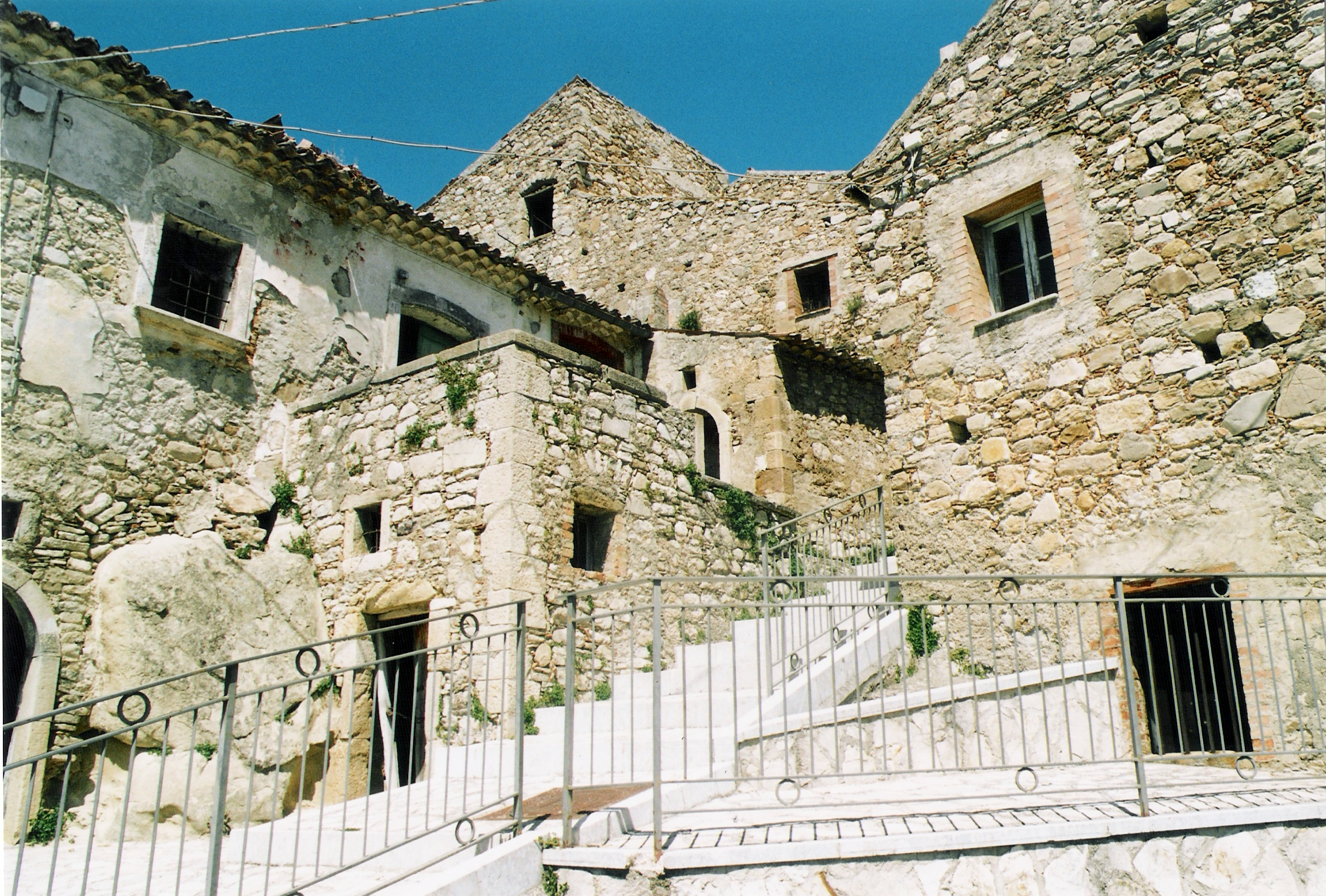
Centro histórico de Zungoli
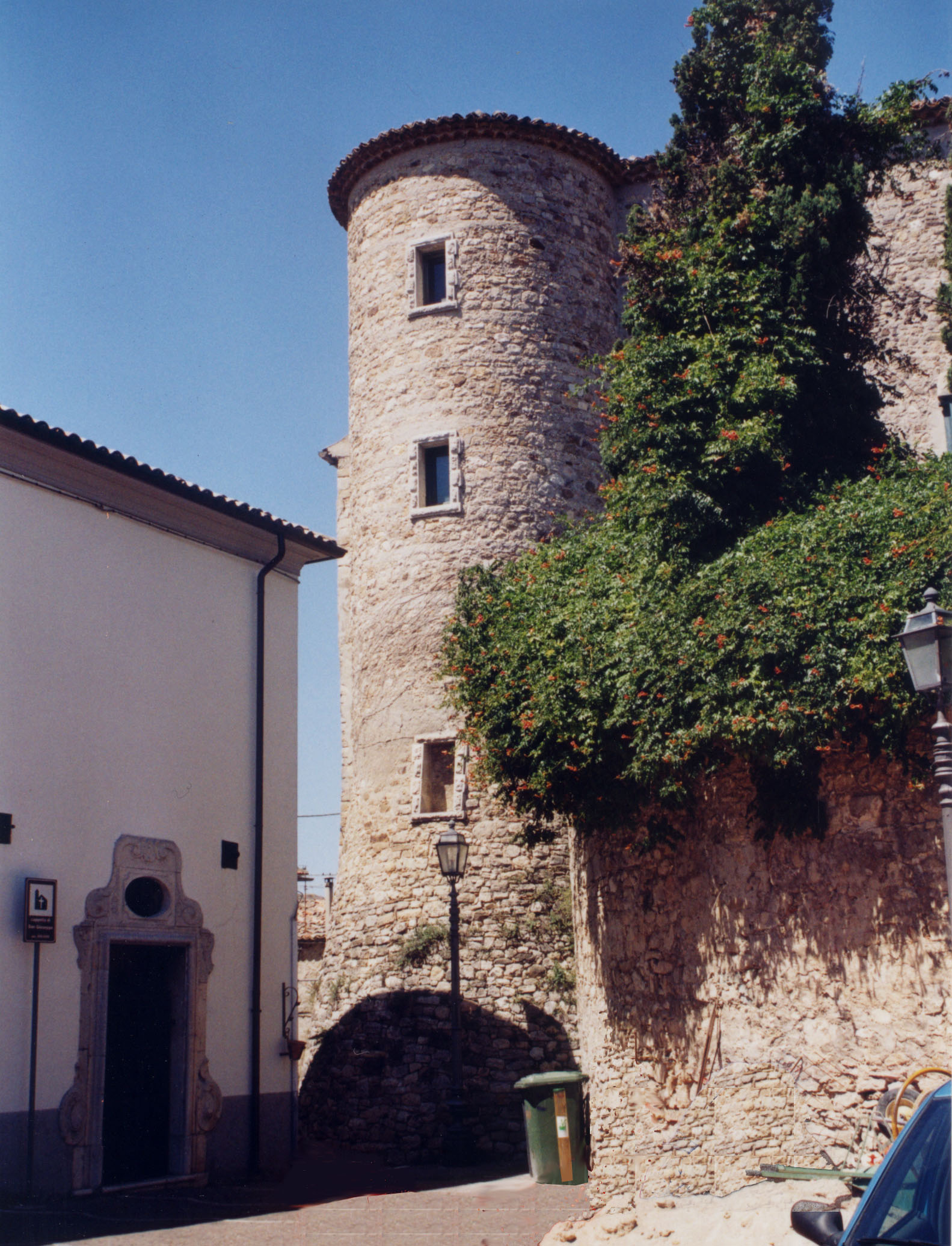
Torre del castillo de Zungoli
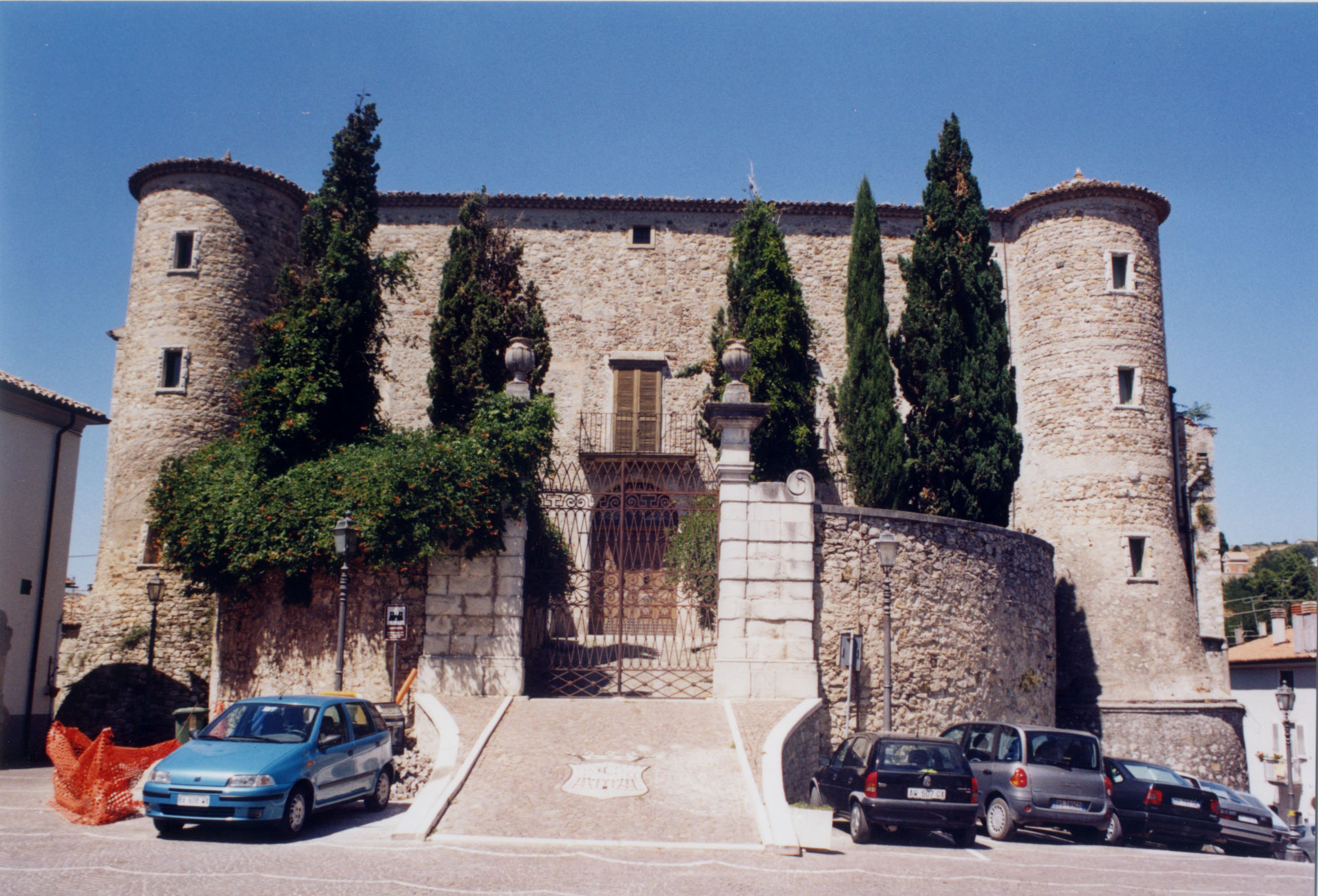
El castillo de Zungoli